# Hal March

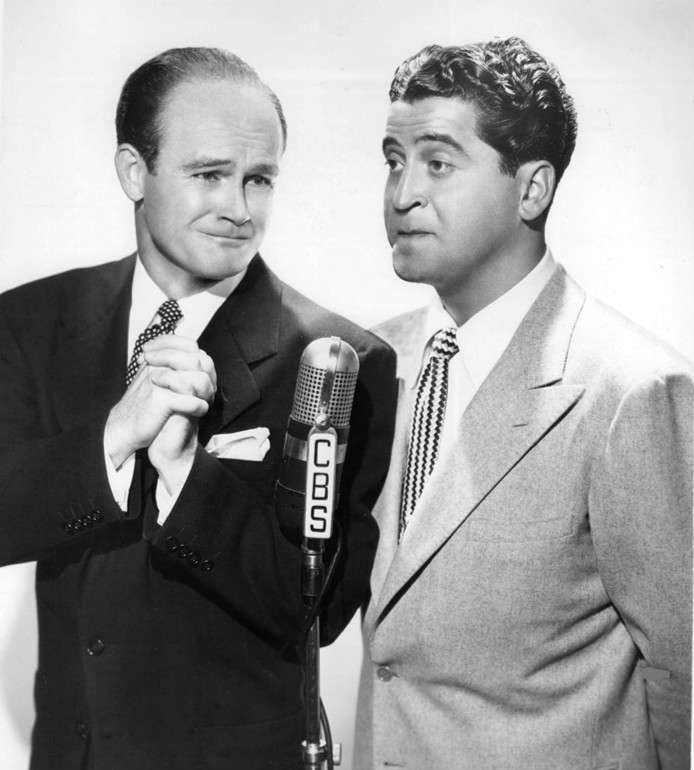
Bob Sweeney und Hal March (rechts) (1946)

Hal March (* 22. April 1920 in San Francisco; † 19. Januar 1970 in Los Angeles, Kalifornien als Harold Mendelson) war ein US-amerikanischer Komiker, Schauspieler, Fernsehmoderator und Drehbuchautor. Bekannt geworden ist er vor allem durch die Moderation der Spielshow „The $64.000 Question“.

## Leben und Wirken
1944 kam March mit Bob Sweeny in Kontakt und moderierte mit diesem zusammen eine Comedy-Show im Radio. Das Duo wurde als „Sweeney & March“ bekannt. In einer weiteren Radioshow mit dem Titel „Too many cooks“ spielte er 1950 zusammen mit Mary Jane Croft. In den frühen 1950ern trat er in diversen Shows und Serien auf, so zum Beispiel in der Imogene Coca Show und I Love Lucy.
Hal Marchs größte Rolle war die des Moderators der Gameshow „The $64.000 Question“ von 1955 bis 1958, zu welcher er 1956 auch eine der Titelmelodien sang. Die Sendung wurde vom US-Sender CBS produziert und ausgestrahlt. Es handelte sich hier spielerisch in etwa um eine schwierigere Form des ca. 25 Jahre später erschienenen Spiels Trivial Pursuit, die „Wissen“ nun nicht mehr nur mit Anerkennung, sondern auch mit finanziellem Reichtum honorierte. Um den Erfolg der Sendung zu garantieren, wurden recht bald von den Produzenten nur Kandidaten ausgewählt, die beim Fernsehpublikum starke Sympathien hervorriefen und so gute Einschaltquoten garantierten. Deshalb war es wichtig, dass diese Kandidaten möglichst lange in der Show blieben. Und das wiederum ging nur, wenn sie alle Fragen richtig beantworten würden. So wurden ihnen lediglich Fragen aus ihren jeweiligen Fachgebieten gestellt. Als Folge des mitunter daraus resultierenden Quizshow-Skandals wurde die Show eingestellt und mit Ausnahme von einigen Rollen in wenigen Serien und Filmen, wie etwa Schick mir keine Blumen bekam March kaum noch Rollen. Im Jahr 1955 erschien der Entertainer und Schauspieler Jack Benny als Kandidat in der Show. Bennys Fachgebiet war Geigen. Nachdem er die erste Frage richtig beantwortet hatte, hörte er auf und holte sich seinen Eindollargewinn. Im Jahr 1957, auf der Höhe der Laufbahn Marchs mit „The $ 64,000 Question“, wurde er eingeladen, in der „The Jack Benny-Programm“ teilzunehmen. Innerhalb dieses Formats leitete Benny eine Spielshow, in der March verzweifelt versuchte, seinen Dollar zurückzugewinnen.
1955 teilte sich March die Hauptrolle in der Fernsehserie „The Soldiers“ mit Tom D’Andrea, in welcher Bud Yorkin Regie führte.
1956 heiratete er die Schauspielerin Candy Toxton, mit der er bis zu seinem Tod zusammen blieb. Sie bekamen zusammen drei Kinder, Toxton brachte bereits zwei Kinder aus ihrer ersten Ehe mit Mel Tormé mit, die späteren Schauspieler Steve March und Melissa Torme-March.
1961 spielte er ohne Gage die Hauptrolle im Pilotfilm der Fernsehserie „I married a dog“, in welcher das Leben des Protagonisten kontinuierlich vom Hund seiner Ehefrau durcheinander gebracht wurde.
Im Juli 1969 gelang ihm erst wieder ein erfolgversprechendes Comeback mit der Gameshow „It’s Your Bet“. Doch nach 13 Wochen klagte er über starke Erschöpfungserscheinungen. Bei einem Arztbesuch wurde bei Hal March Lungenkrebs als Folge von Kettenrauchen diagnostiziert, woran er 1970 im Alter von 49 Jahren starb. Er wurde auf dem Hillside Memorial Park Cemetery beigesetzt.
2009 erschien das Album „The Moods of March“ sowie 2014 die Alben „Famous Hits by Hal March“ und „Titanium Hits“ in jeweils unterschiedlichen Labels und mit je drei Liedern von Hal March. Auf allen drei Alben ist das Lied „Candy“.

## Auszeichnungen
Hal March wurde mit zwei Sternen auf dem Hollywood Walk of Fame ausgezeichnet. Jeweils einen für seine Arbeit im Radio und im Fernsehen.